# NGC 2954
NGC 2954 (również PGC 27600 lub UGC 5155) – galaktyka eliptyczna (E), znajdująca się w gwiazdozbiorze Lwa. Odkrył ją John Herschel 18 marca 1836 roku.
W galaktyce tej zaobserwowano supernową SN 1993C.